# Mohssin Harraki
 (juillet 2022).
Si vous disposez d'ouvrages ou d'articles de référence ou si vous connaissez des sites web de qualité traitant du thème abordé ici, merci de compléter l'article en donnant les références utiles à sa vérifiabilité et en les liant à la section « Notes et références ».
Mohssin Harraki, né le 1er octobre 1981 à Assilah, est un artiste contemporain marocain.

## Biographie
Mohssin Harraki naît à Assilah en 1981 où il suit ses études jusqu'à l'âge dix-huit ans ou il obtient son baccalauréat scientifique en 2000. Il rejoint l'Institut des Beaux-Arts de Tétouan en tant qu'étudiant libre en parallèle de ses études à la Faculté des sciences[Laquelle ?]. En 2003, il s'inscrit officiellement à l'Institut des Beaux-Arts de Tétouan et en 2007, après quatre tentatives de concours, il obtient son diplôme d'art. S'ensuivent son diplôme d'arts plastiques à l'École supérieure d'art et de design Toulon Provence Méditerranée en 2009 et son diplôme supérieur d'expression plastique à l'École nationale supérieure d'art de Dijon en 2011.
Son travail est présenté dans de nombreuses expositions dont « Global(e) Résistance » au Centre national d'art et de culture Georges-Pompidou (2020), « Infinie Liberté » (2020) au Frac Nouvelle-Aquitaine MECA, Occitane-France, « How to reappear » (2019) au Beirut Art Center, « Dot, Point, Period » (2019) à la galerie Castelli de New York, « Une Nouvelle Humanité » (2018) à la Biennale de Dakar, « 6e biennale de Marrakech » (2017), « Sentences on the Banks and other activities » (2010) au Darat Al Funun de Amman et « Absence-presence, twice » (2013) à la galerie Imane Farès de Paris, en duo avec Joseph Kosuth.
Il travaille avec le dessin, la vidéo, l’installation, la photographie et la performance, comme autant de moyens de questionner des enjeux sociaux et politiques. Parmi ses installations, on peut citer Tagant (2016), un travail sur le cinéaste marocain Ahmed Bouanani à la biennale de Marrakech, et Chant de l’ombre (2018), dans le cadre de sa participation  au projet « Measure The Valleys ».

## Expositions collectives (sélection)
- L’inattendu du Tout Monde, un hommage à Goddy Leye, L'Appartement 22, Rabat, invité par Art-O-Rama, 2010[3]
- The Arab Shorts, Independent Short Films and Media Art Festival}, Institut Goethe, Le Caire, 2010[4]
- Sentences on the Banks and Other Activities, Darat Al Funun, Amman[5]

- Travail, Mode d’emploi, CENTRALE for contemporary art, Bruxelles, 2012[6]
- Shuffling Cards, Art-Cade, galerie des grands bains, Marseille, 2012[7]
- Momentarily Learning from Mega-Events, Espace indépendant Makan, Amman[8]

- Absence-presence, twice avec Joseph Kosuth, galerie Imane Farès, Paris, 2013[9]

- Here and Elsewhere, New Museum of Contemporary Art, New York, 2014[10]
- Songs of Loss and Songs of Love, Gwangju Museum of Art, 2014[11]

- Spend, galerie Kulte, Rabat, 2017[12]
- No to the Invasion: Breakdowns and Side Effects, Hessel Museum of Art & Center for Curatorial Studies Galleries at Bard College (en), New York, 2017[13]

- Volumes fugitifs, Musée Mohammed VI d'art moderne et contemporain, Rabat, 2016[14]
- Merchants of dreams, Museum of art and visual culture, Odense, 2016[15]

- Metaphorai, The Ancient Bath Centre for Contemporary Art, Plovdiv, 2018[16]
- Une Nouvelle Humanité, Dak'art, Biennale de Dakar, 2018[17]
- Measure The Valleys, Parcours d'art contemporain de la Vallée du Lot, Maison des arts Georges & Claude Pompidou, Cajarc / Maisons Daura, Saint-Cirq-Lapopie, 2018[18]

- How to maneuver: Shape-shifting texts and other publishing tactics, Warehouse421, Abou Dabi, 2019[19]
- How to reappear, Beirut Art Center, Beyrouth, 2019[20]
- Dot, Point, Period, galerie Castelli, New York, 2019[21]
- Material Insanity, Musée d'Art contemporain africain Al-Maaden, Marrakech, 2019[22]
- Anthropology of the image, Université de Californie à Davis, 2019[23]

- Belonging, Hunt Museum, Limerick, 2022[24]
- Infinie Liberté, Frac Nouvelle-Aquitaine MECA, Salle St‐Martin à Souillac, 2020[25]
- Global(e) Resistance, Centre Pompidou, Paris, 2020[26]

- Trilogie marocaine, 1950-2020, Musée national centre d'art Reina Sofía, 2021[27]

## Expositions personnelles (sélection)
- Greffer, Espalier, Dresser, L'Appartement 22, Rabat, 2014[28].
- Illusions, la présence de l'image participe a sa disparition, galerie Imane Farès, Paris, 2020[29]